# SønderjyskE Ishockey
SønderjyskE Ishockey ist die Eishockeyabteilung des dänischen Sportvereins Sønderjysk Elitesport aus Vojens, einer kleinen Stadt in der Haderslev Kommune. Die Eishockeyabteilung wurde 2004 gegründet, nachdem Sønderjysk Elitesport den IK Sønderjylland übernommen hatte, der unter wechselnden Namen bereits seit 1963 existiert hatte. Seine Heimspiele trägt SønderjyskE Ishockey in der 5.000 Zuschauer fassenden und im Januar 2011 eröffneten Frøs Arena aus.

## Geschichte
Die Eishockeyabteilung von SønderjyskE Ishockey wurde 1963 unter dem Namen Vojens Ishockey Klub als eigenständiger Verein gegründet. Der Vojens IK gehörte gegen Ende der 1970er und Anfang der 1980er Jahre zu den besten Teams des Landes und wurde zwischen 1979 und 1982 innerhalb von vier Jahren drei Mal dänischer Meister. Von 1997 bis 2003 trat der Verein unter dem Namen Vojens Lions und in der Saison 2003/04 als IK Sønderjylland an. Anschließend wurde der Eishockeyclub vom Sportverein Sønderjysk Elitesport übernommen und die Eishockeyabteilung erhielt ihren heutigen Namen SønderjyskE Ishockey. Unter dem neuen Stammverein konnte die Eishockeyabteilung schnell an alte Erfolge anknüpfen und erreichte seit der Saison 2005/06 immer mindestens das Playoff-Halbfinale in der dänischen Metal Ligaen. Während man 2006, 2009, 2010, 2013, 2014 und 2015 Meister wurde, erreichte das Team 2007, 2008, 2011 und 2012 den dritten Platz.
Bis 2013 wurde das Team vom Italo-Kanadier Mario Simioni betreut, der zuvor als Cheftrainer unter anderem für die Krefeld Pinguine aus der Deutschen Eishockey Liga gearbeitet hat. Seit 2013 trainiert der Kanadier Dan Ceman, früherer Spieler von SønderjyskE, das Team.

## Erfolge
- Dänischer Meister (9): 1979, 1980, 1982, 2006, 2009, 2010, 2013, 2014, 2015, 2024

## Europapokalspiele
| Wettbewerb                    | Runde                | Gegner                 | 1. Spiel  | 2. Spiel |  |
| ----------------------------- | -------------------- | ---------------------- | --------- | -------- |  |
|                               |                      |                        |           |          |  |
| Eishockey-Europapokal 1979/80 | 1. Runde             | SC Dynamo Berlin       | 2:14      | 2:9      |  |
|                               |                      |                        |           |          |  |
| Eishockey-Europapokal 1980/81 | 1. Runde             | HK Zagłębie Sosnowiec  | 3:10      | 2:11     |  |
|                               |                      |                        |           |          |  |
| IIHF Continental Cup 2006/07  | 2. Runde Gruppe C    | EC Red Bull Salzburg   | 4:5 n. P. |          |  |
|                               |                      | Dragons de Rouen       | 5:2       |          |  |
|                               |                      | Nottingham Panthers    | 4:2       |          |  |
|                               |                      |                        |           |          |  |
| IIHF Continental Cup 2009/10  | 3. Runde Gruppe E    | HC Csíkszereda         | 5:3       |          |  |
|                               |                      | HK Sokol Kiew          | 3:2       |          |  |
|                               |                      | HC Asiago              | 4:3 n. P. |          |  |
|                               | Super Final in Minsk | HK Junost Minsk        | 1:2       |          |  |
|                               |                      | EC Red Bull Salzburg   | 2:3       |          |  |
|                               |                      | Dragons de Rouen       | 3:2       |          |  |
|                               |                      |                        |           |          |  |
| IIHF Continental Cup 2013/14  | 3. Runde Gruppe E    | Dunaújvárosi Acélbikák | 1:2       |          |  |
|                               |                      | HK Neman Hrodna        | 0:1 n. V. |          |  |
|                               |                      | Stavanger Oilers       | 1:3       |          |  |

## Stadion

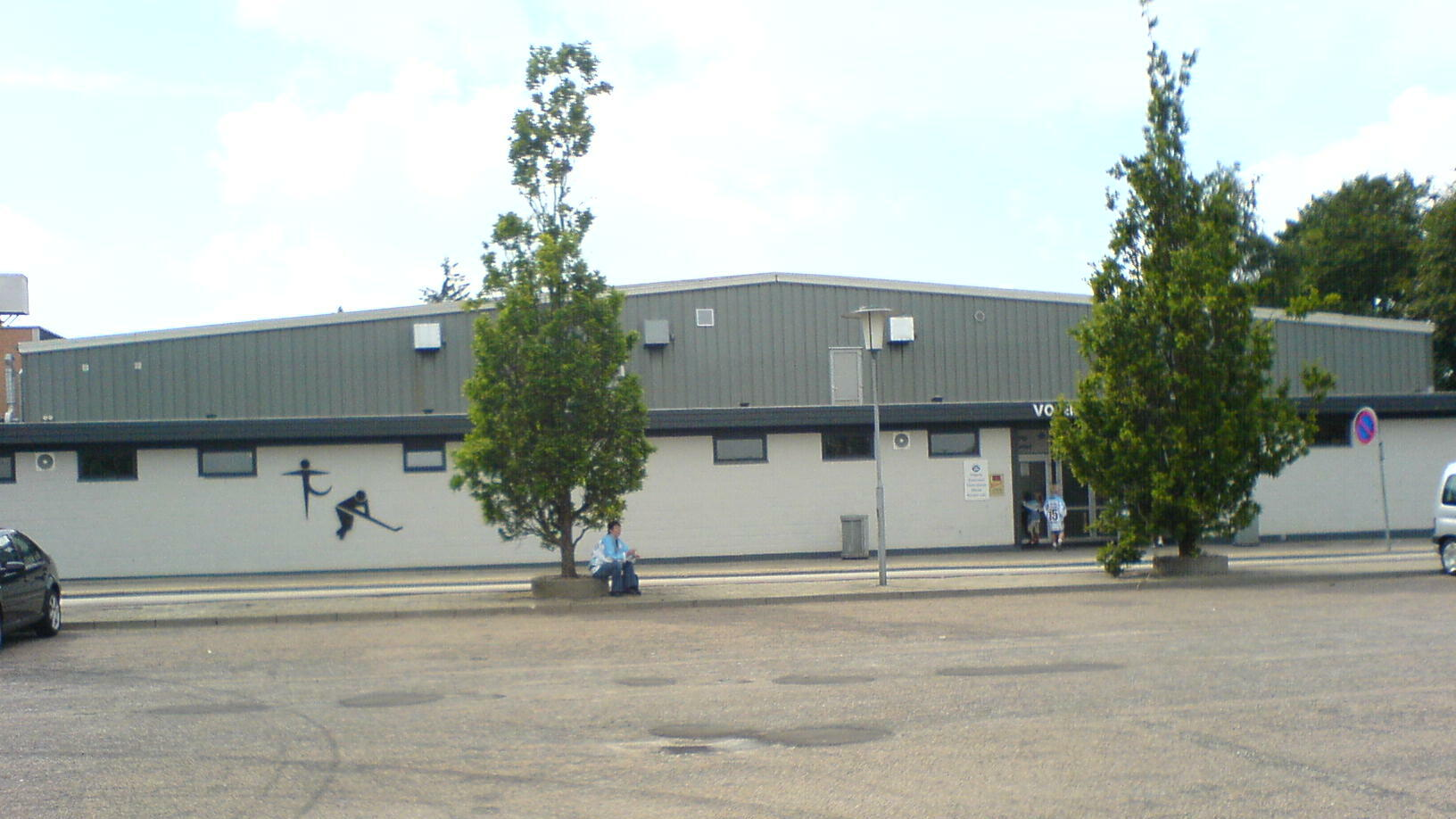
Die Vojens Skøjtehal, Spielstätte von SønderjyskE Ishockey bis 2011

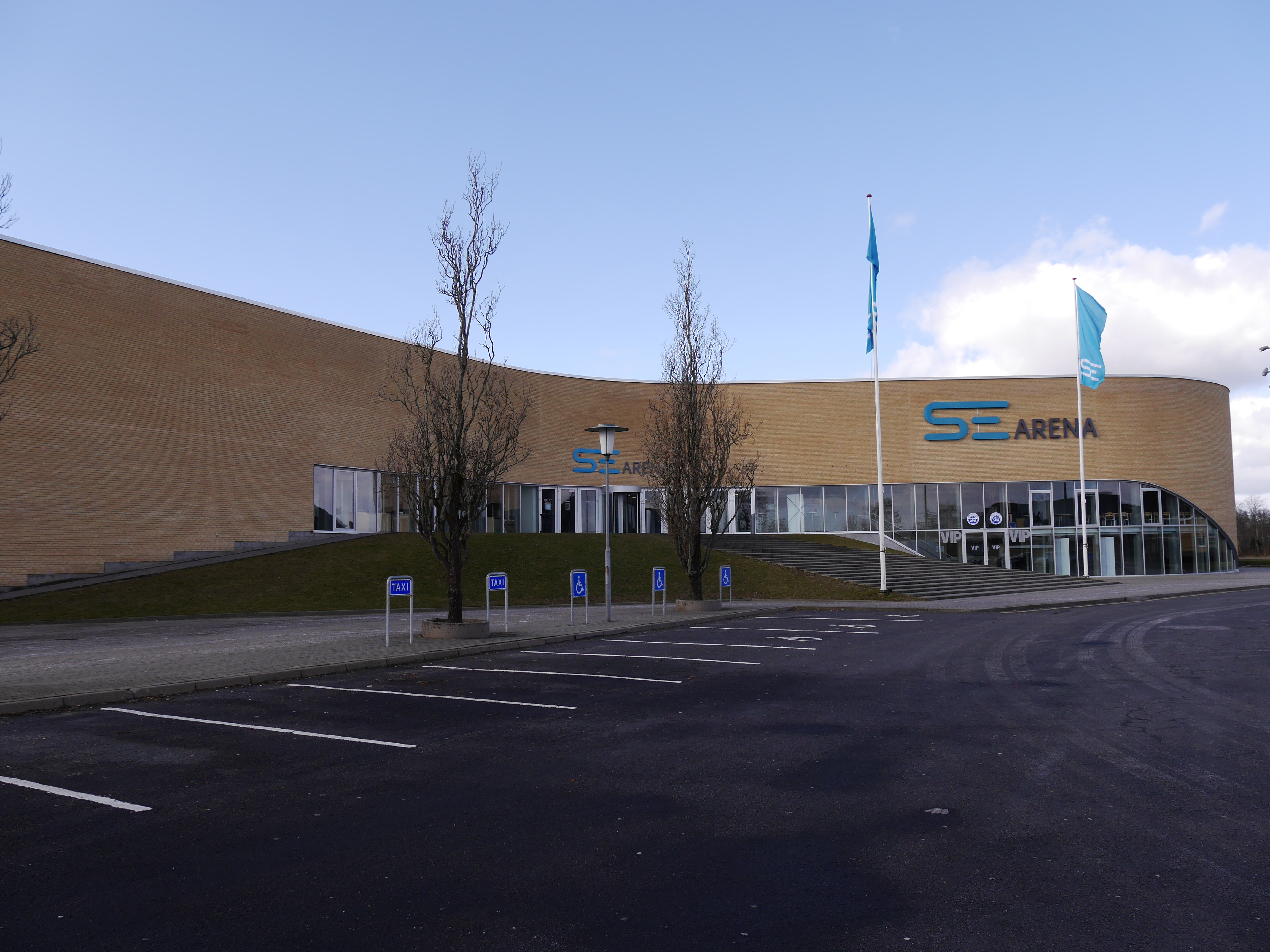
Die SE Arena, Spielstätte von SønderjyskE Ishockey seit 2011

Seine Heimspiele trug der Verein bis 2011 in der 2.300 Zuschauer fassenden Vojens Skøjtehal aus. SønderjyskE war damit das einzige Team in Dänemark, das seine Spiele auf einer kleineren Eisfläche, wie sie in Nordamerika, vor allem in der National Hockey League, üblich ist, austrägt. Alle anderen Eisflächen entsprechen den Standards der IIHF. Im Januar 2011 wurde mit der SE Arena (Namenssponsor ist Syd Energi) die neue Spielstätte des Klubs eingeweiht, die insgesamt 5.000 Zuschauer fasst. Neben 3.000 Stehplätzen stehen 2.000 Sitzplätze zur Verfügung, die sich unter anderem in elf Skyboxen und einer 400 Zuschauer fassenden Lounge befinden.

## Bekannte Spieler
| - Christopher Bartolone - Éric Bertrand - David Burgess | - Mads Christensen - Dean Fedorchuk - George Galbraith | - Patrick Galbraith - Ryan Gaucher - Artūras Katulis | - Bjarne Madsen - Michael Madsen |